# Herme
En herme er en firkantet stensøjle, ofte med hovedet af guden Hermes øverst. De hører til de ældste kultstrukturer fra oldtidens Grækenland. Oprindeligt var de bare stenbunker. Hermes var beskytter af rejsende og handelsfolk. Hermer blev opstillet ved vejkryds og porte. Hærværk mod en herme blev regnet som en af de alvorligste former for blasfemi.
Hærværk mod de mange hermer på Athens agora (= torveplads) på aftenen for den sicilianske ekspedition i 415 f.Kr. førte til alvorlige anklager mod ekspeditionens leder, Alkibiades, og til ekspeditionens havari. Hermer ses også som romerske skulpturer, ofte med hoveder af skovguden Silvanus eller hovedguden Jupiter Terminus. Nogle forskere mener, at guden Hermes fik sit navn af ordet hermaion (græsk for "sten" eller "grænsesten").
Måske er ordet tværtimod afledt af guden Hermes' navn. Rollen som de vejfarendes hjælper gav dorerne Apollo Agyieus, mens athenerne satte deres lid til Hermes. Mandlige kønsdele var ofte udskåret på disse søjler i naturlig højde.